# Regimiento de Policía Norte
El Regimiento de Policía Norte (en alemán: Polizei-Regiment Nord) era una formación policial bajo el mando de las SS de la Alemania nazi. Durante la Operación Barbarroja, se desplegó en áreas ocupadas por los alemanes de la Unión Soviética, en el Zona de Retaguardia del Grupo de Ejércitos Norte.
El Regimiento de Policía se formó en junio de 1941 al combinar tres Batallones de la Policía de la Orden (OrPo) y unidades asociadas. El regimiento estaba subordinado a Hans-Adolf Prützmann, el Superior de las SS y SS- und Polizeiführer para el Grupo de Ejércitos Norte.
Junto a los destacamentos de Einsatzgruppen, cometió asesinatos en masa en el Holocausto. La información sobre el alcance de las actividades de la unidad sigue siendo limitada, ya que, en contraste con el Regimiento de Policía Central y Sur, los informes de la unidad de 1941 no fueron interceptados por la inteligencia británica. El comando de Prützmann experimentó dificultades de comunicación durante el verano de 1941. Luego, a partir del 12 de septiembre, se le ordenó al SS- und Polizeiführer que no transmitiera sus informes por radio. Por lo tanto, ninguno de sus informes fue descifrado como parte de la operación Ultra, el programa de inteligencia de señales británico.